# Alfoz de Santa Gadea
Alfoz de Santa Gadea ist eine Gemeinde (municipio) mit 101 Einwohnern (Stand: 2024) in der Provinz Burgos in der nordspanischen Autonomen Region Kastilien-León.
Die Gemeinde Alfoz de Santa Gadea liegt etwa 100 Kilometer nördlich der Provinzhauptstadt Burgos in einer Höhe von rund 900 m ü. d. M.; Santa Gadea de Alfoz ist der Hauptort der Gemeinde.

## Gemeindegliederung
- Higón
- Quintanilla de Santa Gadea
- Santa Gadea de Alfoz